# Junkers Ju 87
Junkers Ju 87 («Юнкерс-87»), «Штука» (нім. Stuka, від Sturzkampfflugzeug — «пікіруючий бомбардувальник») — одномоторний двомісний (пілот і задній стрілець) пікіруючий бомбардувальник і штурмовик часів Другої світової війни. Конструктор машини — Герман Польман (нім. Hermann Pohlmann). Перший політ — в 1935 році, бойове застосування — в 1936 році у складі Легіону «Кондор» в Іспанії. Майже 6500 Ju 87 було побудовано між 1936 і серпнем 1944 року.
Незважаючи на низьку швидкість і посередню аеродинаміку (стійки шасі не підіймались), був одним з найефективніших видів зброї Люфтваффе завдяки здатності до скидання бомб під час пікірування. Ju 87 — один з найвідоміших символів бліцкригу. Хоча до початку 1941 року він вже вважався застарілим, але реалії війни зумовили продовження виробництва і використання Ju 87 до самого закінчення війни.
Найбільш відомим пілотом Ju 87 був Ганс-Ульріх Рудель, який отримав найвищі нагороди серед пілотів Люфтваффе.

## Історія створення
Розробка Ju 87 почалась в 1934 року коли Імперське міністерство авіації видало завдання на пікіруючий бомбардувальник з льотними характеристиками на рівні тогочасних винищувачів. В конкурсі взяли участь чотири фірми, а переможцем визнали проект фірми Junkers під керівництвом конструктора Германа Польмана.
Перший прототип Ju 87V1 піднявся в повітря 17 вересня 1935 року. Він був оснащений двигуном Rolls-Royce Kestrel потужністю 640 к.с. і двокілеве хвостове оперення. На наступному прототипі було встановлено двигун Jumo 210 і однокілеве оперення, яке краще поводилось в піке. В червні 1936 року було сформоване замовлення на серійне виробництво, до кінця року було готово ще два прототипи, а також декілька літаків передсерійної партії. Загалом до осені 1944 року було виготовлено майже 5800 літаків на заводах Junkers і Weserflug.

## Конструкція

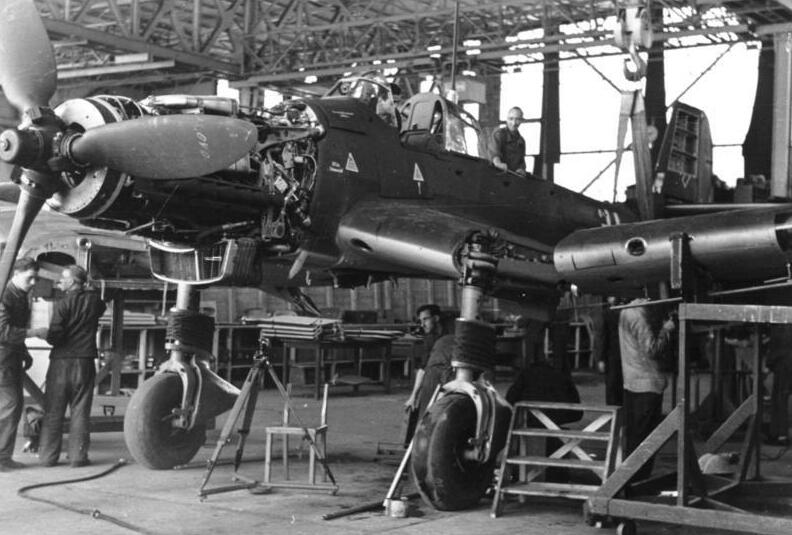
Виготовлення Ju 87

Конструкція Ju 87 містила кілька інноваційних ідей, наприклад автоматичні повітряні гальма під обома напівкрилами для забезпечення виведення літака з пікірування, навіть за умов якщо пілот знепритомніє від перевантажень, і сирени, яка приводилася в дію потоком набігаючого повітря, що створювала виття під час пікірування, справляючи психологічний вплив на противника, а також допомагаючи пілоту оцінювати швидкість пікірування без погляду на прилади (висота звуку збільшувалася зі зростанням швидкості).
Конструкція хвоста являла собою однокільову суцільнометалеву конструкцію з підкісним стабілізатором. На кожному кермі висоти було по два тримери. Внутрішні тримери служили льотчику для полегшення управління літаком, а зовнішні тримери були пов'язані з автоматом пікірування Abfanggerat і гальмівними щитами. Характерним штрихом зовнішнього вигляду стабілізатора і, в цілому, всього літака були вагові компенсатори у вигляді напівкруглих сегментів на кінцях керма висоти.
Шасі, яке не підіймалось, дозволяло злітати з імпровізованих аеродромів розташованих близько до лінії фронту і швидко надавати підтримку наступаючим німецьким силам.

### Процедура пікірування

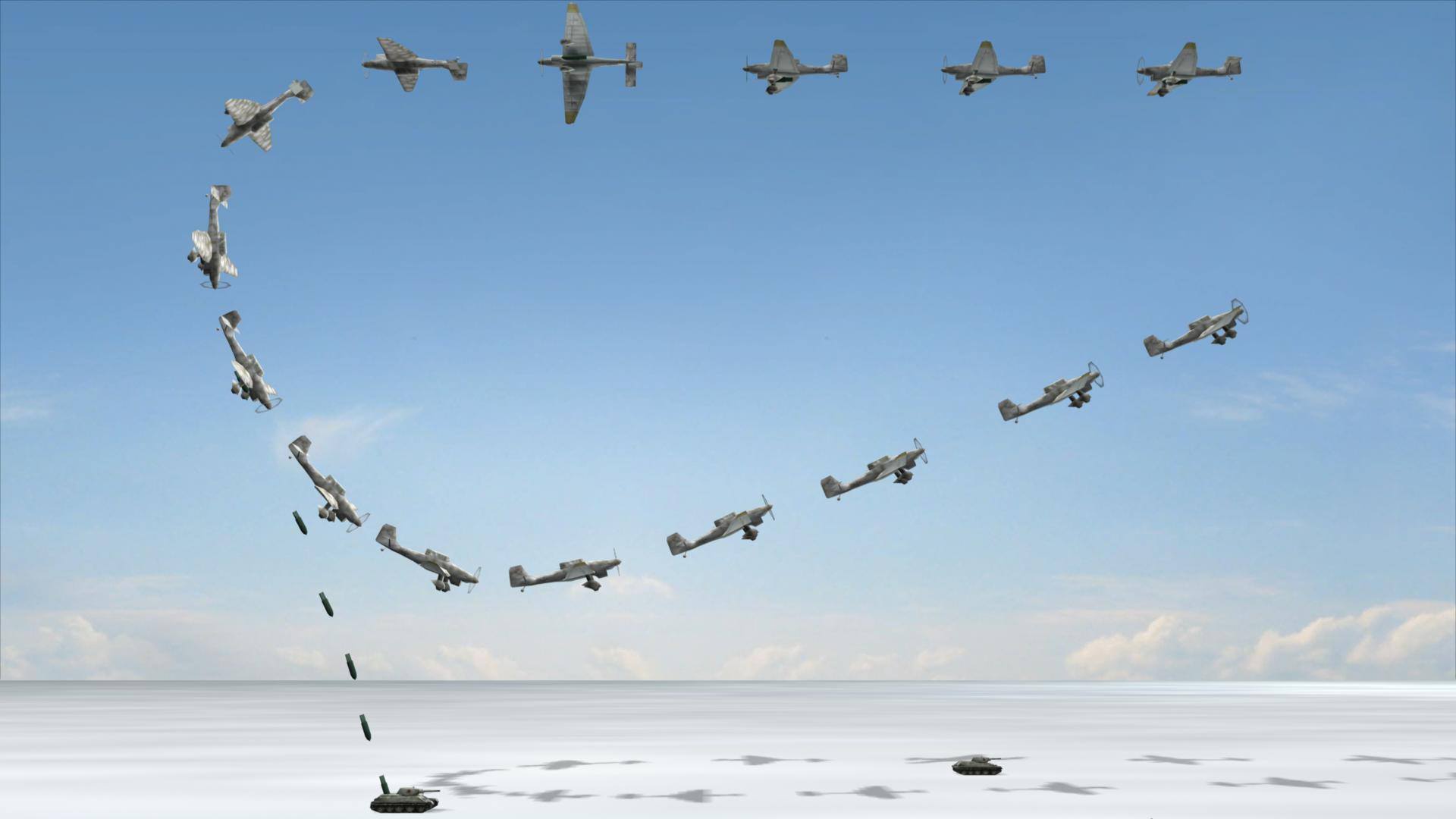
Схематичне зображення атаки з піке.

Перебуваючи на 4600 метрах, пілот відшукує ціль бомбардування через оглядове вікно в підлозі кабіни. Після випуску повітряних гальм і збавляння швидкості він перевертав літак на 180 градусів і переходив в пікірування під кутом 60-90 градусів. Для контролю кута пікірування щодо горизонту на склі ліхтаря кабіни була нанесена градусна сітка.
Коли літак наближався до землі, спалахувала лампочка на контактному альтиметрі, зазвичай на висоті 450 метрів. Пілот скидав бомби натисненням кнопки на ручці управління, одразу включався механізм автоматичного виходу з пікірування. Захват, який знаходився під фюзеляжем, відводив бомбу від площини обертання повітряного гвинта, і літак починав вирівнюватися з перевантаженням до 6 g.
Коли ніс літака опинявся вище горизонту, повітряні гальма прибиралися, дросель відкривався і крок гвинта встановлювався на збільшення висоти. Пілот брав управління і повертався до нормального польоту. Решта бомб під крилами могли бути використані на інші цілі.

## Виробництво

Конструктор Ju 87 Герман Польман (у центрі), на авіазаводі в Дессау

| Модифікація | Загалом | Junkers | Weserflug | Період виробництва           |
| ----------- | ------- | ------- | --------- | ---------------------------- |
| A           | 262     | 192     | 70        | липень 1937 — вересень 1938  |
| B-1         | 697     | 311     | 386       | вересень 1938 — травень 1940 |
| B-2         | 225     | 56      | 169       | лютий 1940 — жовтень 1940    |
| R-1         | 105     | -       | 105       | січень 1940 — травень 1940   |
| R-2         | 616     | -       | 616       | липень 1940 — липень 1941    |
| R-4         | 22      | -       | 22        | травень 1941 — жовтень 1941  |
| D-1         | 592     | -       | 592       | серпень 1941 — липень 1942   |
| D-3         | 1559    | -       | 1559      | травень 1942 — листопад 1943 |
| D-5         | 1488    | -       | 1488      | травень 1943 — вересень 1944 |
| G-2         | 208     | -       | 208       | грудень 1943 — липень 1944   |
| Загалом     | 5774    | 559     | 5215      | липень 1937 — вересень 1944  |

## Модифікації

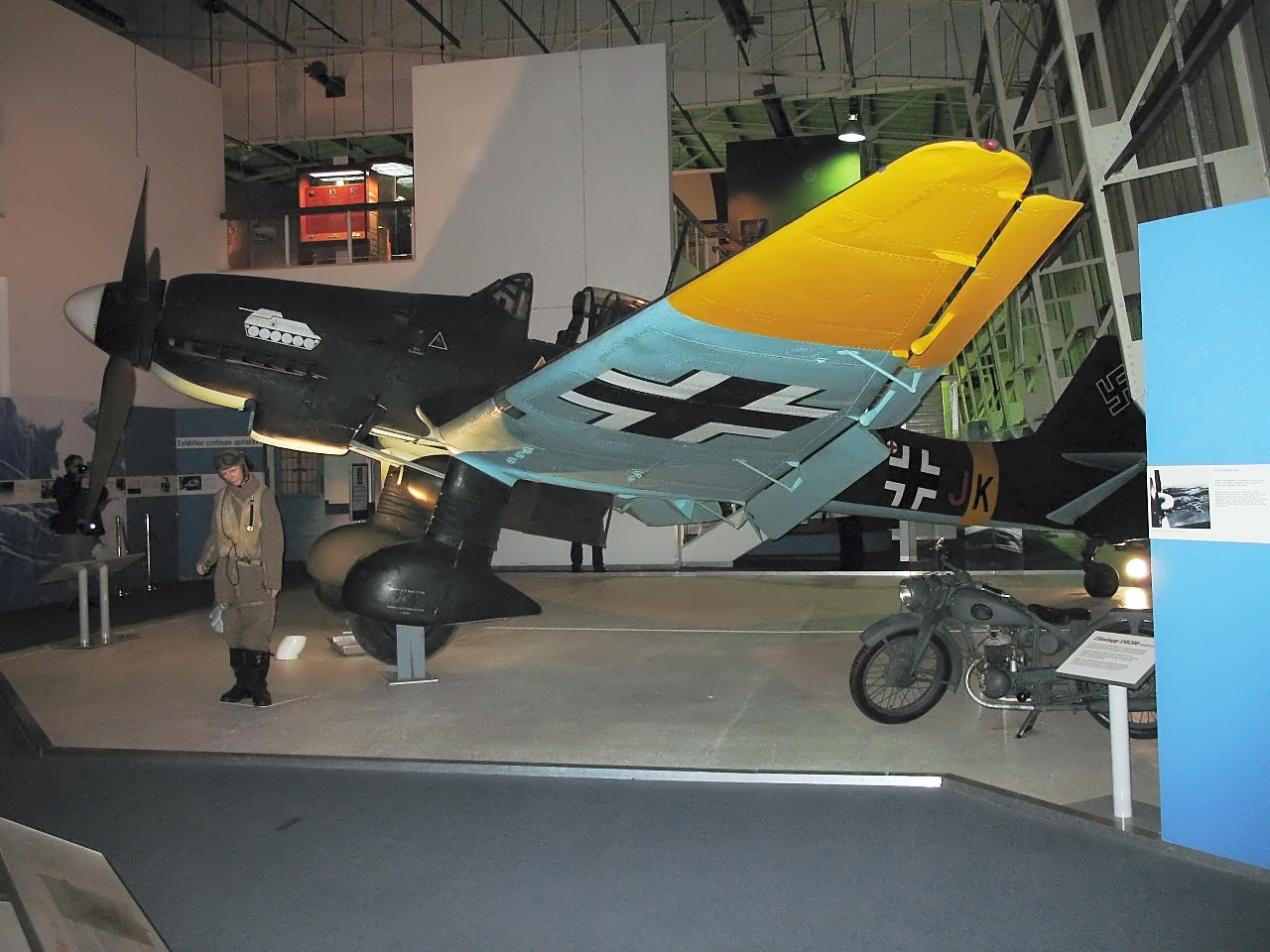
Junkers Ju 87G-2 в музеї RAF в Гендоні

- Ju 87A — оснащувався двигунами серії Junkers Jumo 210. Озброєння складалось з одного курсового 7,92 мм кулемета MG 17 в правому крилі, і одного 7,92 мм кулемета MG 15 в кабіні стрільця. Бомбове навантаження — 250 кг (без стрільця радиста — 500 кг).
  - Ju 87A-0 — передсерійна модифікація з двигунами Jumo 210Ca потужністю 640 к.с.
  - Ju 87A-1 — серійна модифікація з двигунами Jumo 210Ca
  - Ju 87A-2 — серійна модифікація з двигунами Jumo 210Da потужністю 680 к.с.
- Ju 87B — оснащувався двигунами серії Junkers Jumo 211. Озброєння складалось з двох курсових 7,92 мм кулеметів MG 17 в крилах, і одного 7,92 мм кулемета MG 15 в кабіні стрільця. Бомбове навантаження — 500 кг бомба під фюзеляжем і 4 × 50 кг під крилами (без стрільця радиста — 1000 кг).[3]. Також змінено форму обтічних щитків шасі.
  - Ju 87B-0 — оснащувався двигунами Jumo 211Aa потужністю 1100 к.с.
  - Ju 87B-1 — оснащувався двигунами Jumo 211Da потужністю 1140 к.с.
  - Ju 87B-2 — оснащувався модифікованими двигунами Jumo 211Da потужністю 1200 к.с.
- Ju 87C — палубний варіант Ju 87B-1, призначений для дії з авіаносця Граф Цепелін. Мав складні крила, пристосування для запуску з катапульти і посадковий гак.
- Ju 87D — оснащувався двигуном Jumo 211J-1 потужністю 1400 к.с. Покращена аеродинаміка та встановлено бронювання кабіни. Захисне озброєння збільшено до двох спарених кулеметів MG 81Z. Літак міг нести до 1800-кг бомбового навантаження (зокрема 1400-кг напівбронебійну бомбу), але на невеликі відстані. Окрім бомб під крилами могли встановлюватись підвісні паливні баки, або контейнери з стрілецьким озброєнням: контейнери WB 81 з шістьма кулеметами MG 81, або контейнери WB 20 з двома кулеметами MG FF.
  - Ju 87D-1 — перша серійна модифікація.
  - Ju 87D-2 — пристосований до транспортування десантних планерів, для цього посилено хвостову частину.
  - Ju 87D-3 — посилено бронювання: бронею захищено баки і масляний радіатор.
  - Ju 87D-4 — варіант торпедоносця.
  - Ju 87D-5 — повністю штурмовий варіант. Було прибрано повітряні гальма для бомбометання з піке, збільшено крила, а в крилах курсові кулемети були замінені на 20 мм гармати MG 151/20.
  - Ju 87D-6 — спрощений варіант, серійно не виготовлявся.
  - Ju 87D-7 — варіант нічного штурмовика з двигуном Jumo 211P потужністю 1500 к.с. Модифікувався з Ju 87D-1/D-3.
  - Ju 87D-8 — Ju 87D-7 з двома курсовими 20 мм гарматами MG 151/20.
- Ju 87E — морський варіант Ju 87D.
- Ju 87G — протитанковий штурмовик. Озброювався двома 37-мм гарматами BK 37 в контейнерах під крилами (12 снарядів на ствол).
  - Ju 87G-1 — перероблявся з Ju 87D-3
  - Ju 87G-2 — варіант з фюзеляжем Ju 87D-5
- Ju 87R — модифікація Ju 87B збільшеного радіуса дії. Під крилами могли кріпитись два 300 л. підвісні паливні баки. Випускався в модифікаціях R-1 (аналог A-1), R-2 (аналог A-2) і «тропічна» модифікація R-4.
- Ju 87H — тренувальний варіант з подвійним керуванням, вся зброя демонтована.
- Ju 87K — експортний варіант.

## Бойове застосування

### Люфтваффе

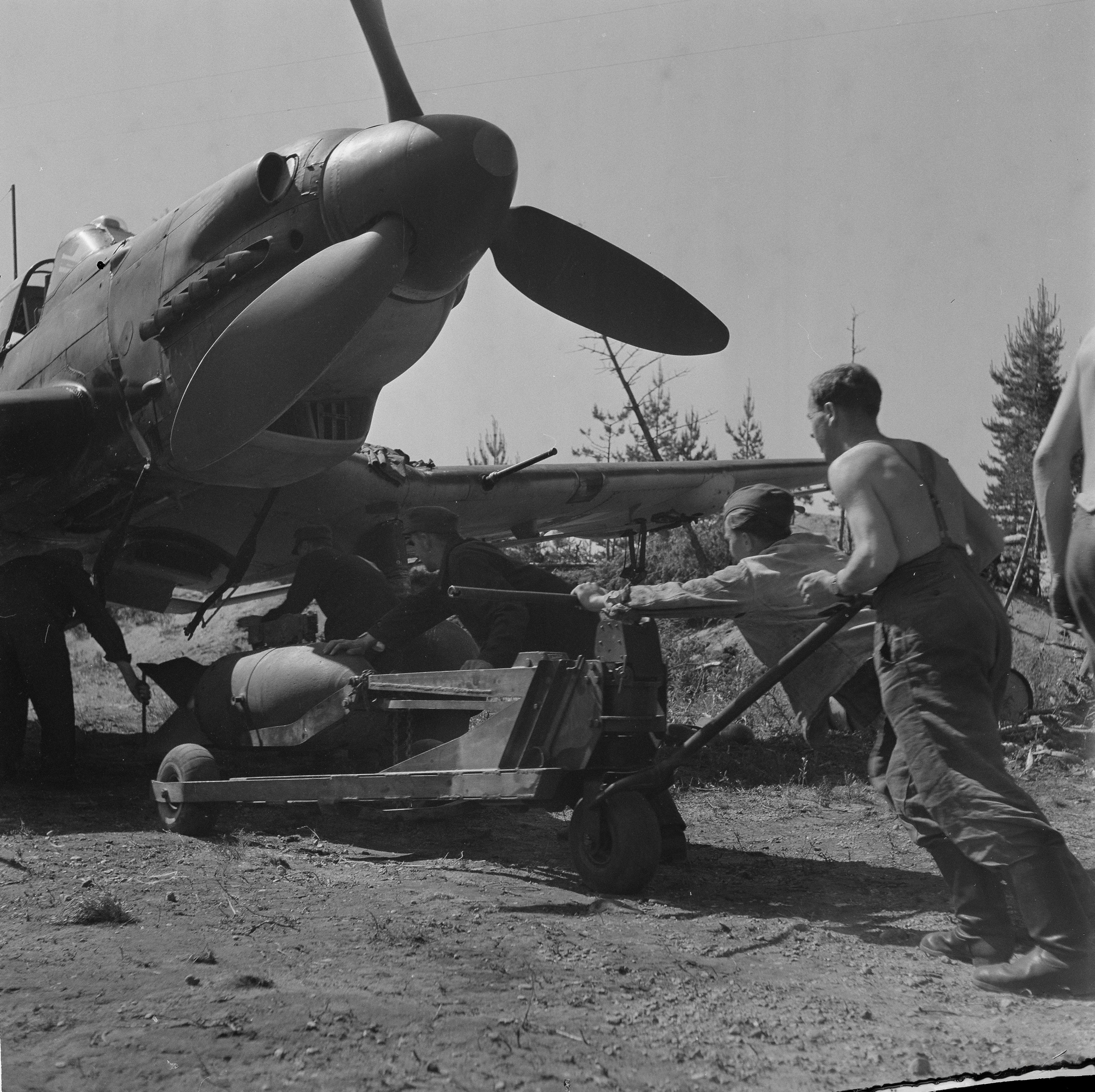
Закріплення бомби під Ju 87

Як і більшість німецьких літаків, Ju 87 вперше були застосовані в бойових діях під час громадянської війни в Іспанії. В листопаді 1936 року туди було відправлено один Ju 87A-0, в січні 1938 року три Ju 87A-1, а жовтні ще 5  Ju 87B-1. Незважаючи на малу кількість, Ju 87 показали себе дуже ефективними, що дало поштовх до масованого впровадження останніх в Люфтваффе.

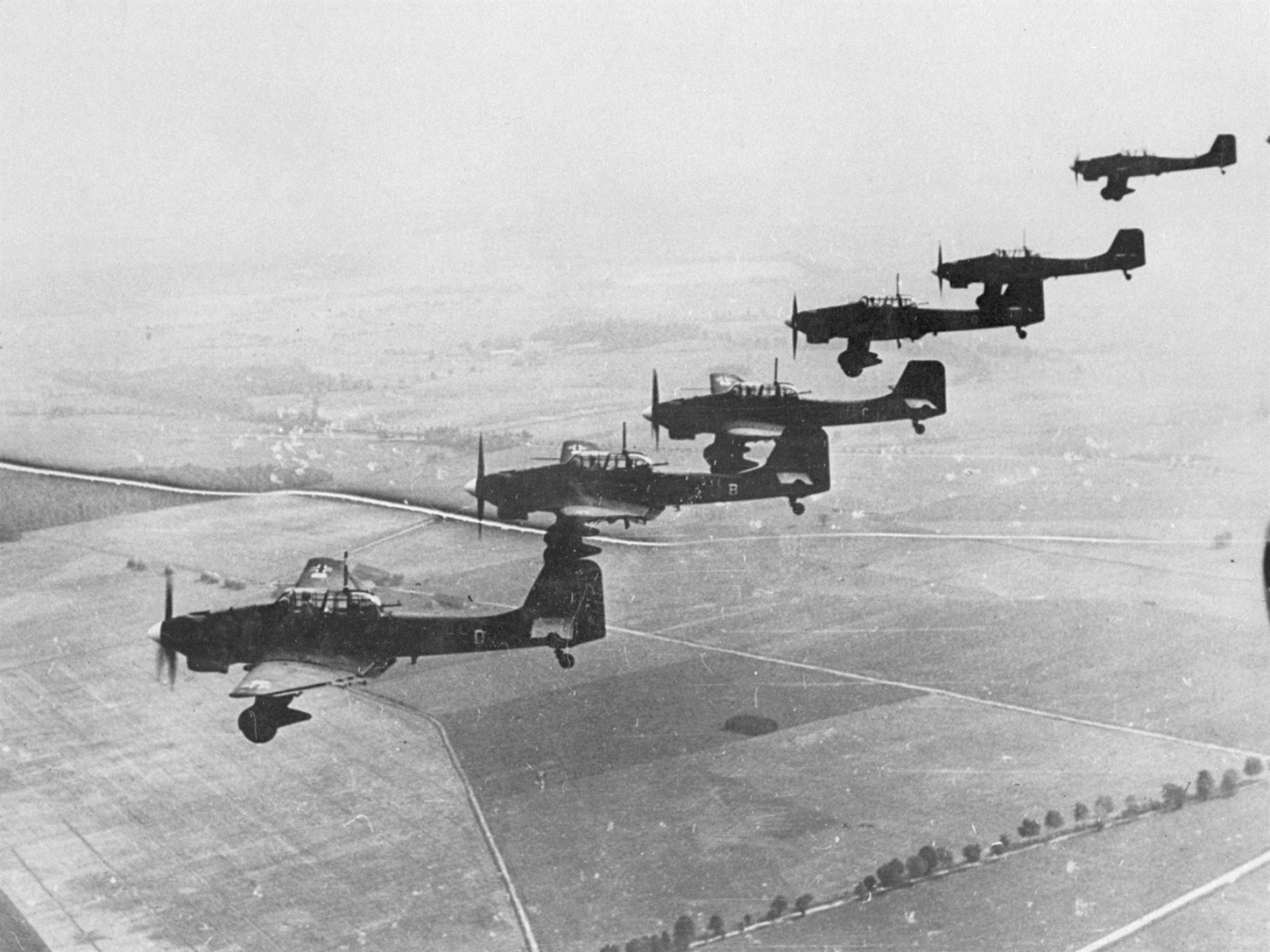
Ju 87 під час польської кампанії.

Перед початком польської кампанії, в складі Люфтваффе було 9 авіагруп Ju 87 (346 літаків Ju 87A/B). На Ju 87 була здобута перша повітряна перемога Країн Осі під час Другої світової війни — 1 вересня 1939 року пілот Люфтваффе лейтенант Ф. Нойберт збив польський винищувач PZL P.11, пілотований капітаном Мечиславом Медвецьким.[джерело?] З перших днів війни Ju 87 завдавали ударів по аеродромах і залізничних вузлах, також здійснили наліт на базу польського флоту в Гдині. Також вони здійснювали безпосередню підтримку військ знищуючи укріплені позиції польських військ. При цьому за всю кампанію було втрачено тільки 31 Ju 87.
В захопленні Данії і Норвегії (Операція «Везерюбунг») брала участь тільки одна авіагрупа I/St.G 1 яка отримала літаки Ju 87R з більшою дальністю польоту. Інші авіагрупи просто не моли дістатись фронту. Але під час операцій по захопленню Бельгії, Нідерландів і Франції в боях взяли участь майже 360 Ju 87 в складі дев'яти авіагруп. Вони завдавали ударів по аеродромах, фортифікаційних спорудах і лініях зв'язку. Під час битви за Дюнкерк Люфтваффе, і зокрема Ju 87, відігравало основну роль, оскільки наземні сили, через попередній стрімкий наступ, втратили в боєздатності і перегруповувались. Ju 87 в основному використовувались проти кораблів противника, і в цій ролі проявили себе з сильної сторони: 23-24 травня Ju 87 потопили 3 есмінці, а ще 4 було сильно пошкоджено, а 27 травня було здійснено 12 вильотів. Загалом під час бліцкригу в Франції було втрачено 123 Ju 87, ще 41 було сильно пошкоджено.
В червні-липні 1940 року Ju 87 завдавали ударів по британських суднах в акваторії Ла-Маншу, а з 12 серпня почали діяти проти цілей на островах. Було залучено 10 з наявних 11 авіагруп Ju 87, які мали 412 літаків. В основному вони діяли проти об'єктів протиповітряного захисту Британії. Незважаючи на міцність, точність і високу ефективність, літак мав низьку швидкість і недостатньою маневреність. Слабке оборонне озброєння робило його легкою ціллю для ворожих винищувачів. Під час Битви за Британію німці дізналися, що перевага в повітрі має бути досягнута раніше, ніж можуть бути використані штурмувальні літаки. Зокрема 18 серпня 77-ма ескадра майже в повному складі (109 Ju 87) була відправлена проти цілей поблизу Портсмута, в результаті 16 літаків було збито, а ще 6 не підлягали відновленню. Тому було вирішено знову повернутись до нальотів на кораблі в протоці.
Після Битви за Британію Ju 87 мало використовувалися в західній Європі, основним районом бойових дій став Середземноморський, де винищувачі союзників мали погане постачання. Перші дві авіагрупи Ju 87 (I/St.G 1 і II/St.G 2) було перекинуто ще на початку 1941, де вже 10 січня вони здійснили наліт на британський флот: 43 літаки змогли добитись 6 попадань в авіаносець «Іластріас», але останній залишився на плаву. Наступного дня вони потопили крейсер «Саутгемптон», і пошкодили крейсер «Глостер». Також Ju 87 взяли активну участь в битвах за Крит та Мальту.

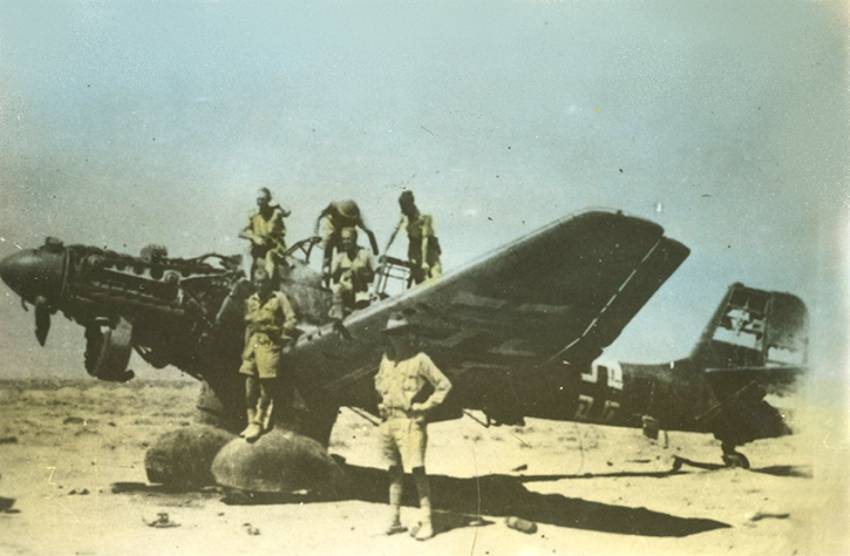
Підбитий Ju 87B захоплений австралійськими військами в Лівії.

На початку 1941 року дві авіагрупи було перекинуто в Лівію для підтримки африканського корпусу. Прикладом великої уразливості Ju 87 для ворожих винищувачів є випадок, коли 5 грудня 1941 року над Лівією австралійський ас Клайв Колдвелл збив п'ять Ju 87 протягом декількох хвилин на своєму P-40 «Tomahawk».[джерело?] В операціях на Балканах взяли участь 7 авіагруп штурмовиків (270 Ju 87).
22 червня 1941 року Люфтваффе мало на східному фронті 8 авіагруп Ju 87, сім з яких мали здійснювати підтримку наступу групи армій «Центр», а остання IV(St)/LG 1 входила в 5-й повітряний фронт в Норвегії. Як і на інших фронтах, першочерговою задачею для Ju 87 стали аеродроми, склади боєприпасів і стоянки техніки, потім увагу було переключено на знищення укріплень на шляху військ. На початку липня ескадру St.G 77 було перекинуто в Україну. В вересні іншу 2-гу ескадру було перекинуто під Ленінград, де вона залучалась до атак по кораблях Балтійського флоту. Зокрема  Ju 87 змогли потопити лінкор «Марат» і пошкоджено лінкор «Октябрьская революція», також були пошкоджені крейсери Кіров і Максим Горький.

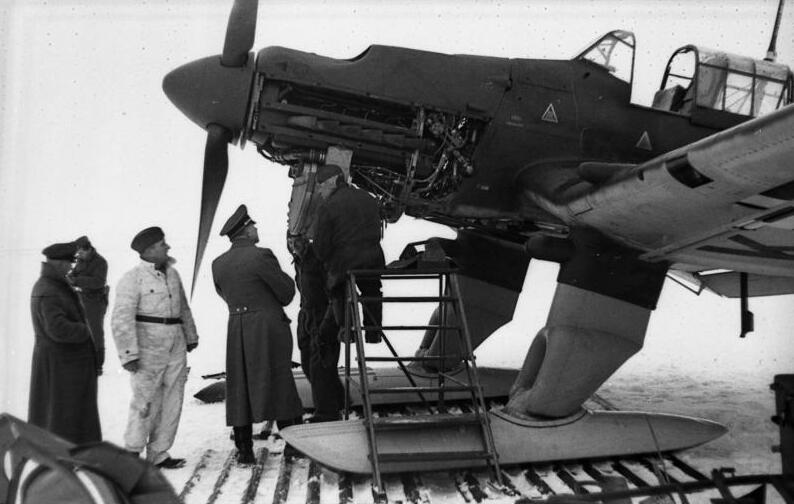
Ju 87 з лижним шасі на східному фронті. 22 грудня 1941.

На початку 1942 року на озброєння надійшли нові модифікації Ju 87D, першою їх отримала авіагрупа II/St.G 2, яку було виведено з Африки на переозброєння, а потім відправлено на східний фронт. На заміну в Африку була відправлена новостворена група III/St.G 3.

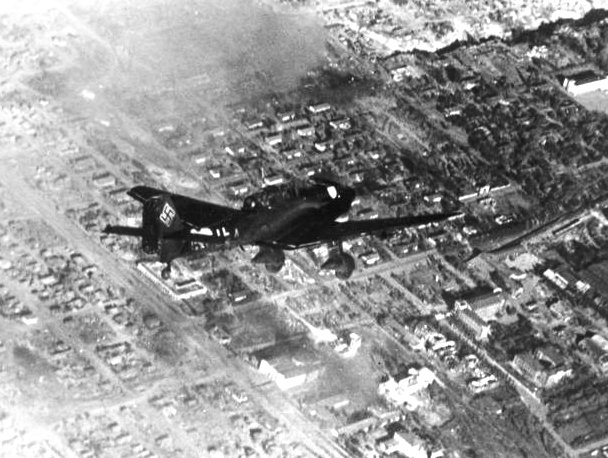
Ju 87 над Сталінградом. Жовтень 1942.

77-ма ескадра в 1942 році брала участь в відбитті радянського наступу на Харків, потім базуючись на авіабазі поблизу Сарабуза здійснювали бомбардування Севастополя. З липня 1942 року основні сили штурмової авіації було зосереджено під Сталінградом, де вони здійснювали безпосередню підтримку військ.
Перед початком операції «Цитадель» Люфтваффе мало на озброєнні 523 Ju 87, з них 442 літаків в складі 10 штурмових авіагруп і двох авіагруп винищувачів танків готувались до боїв біля Курська. Літаки 1-ї і 77-ї ескадр завдали ударів по об'єктах в тилу радянських військ, зокрема залізничних вузлах, ще перед початком операції. Під час Курської битви вони здійнювали масовані атаки з піке на радянські танки і укріплення. Проте в цей час радянська авіація змогла захопити перевагу в повітрі і Ju 87 зазнавали великих втрат: за липень-серпень 1943 року було втрачено більше 300 Ju 87.
Після поразки на Курській дузі німецькі війська перейшли до оборони, і Ju 87 в ролі пікіруючуго бомбардувальника перестав бути пріорітетом. Останньою великою атакою Ju 87 як бомбардувальників стала атака на радянський флот поблизу Ялти: літаки авіагрупи III/St.G 3 змогли потопити міноносець «Харків» і есмінці «Безпощадний» і «Способний». З 18 жовтня останні частини пікіруючих бомбардувальників були переформовані в штурмові.
Хоча вже з 1943 року основним штурмовиком Люфтваффе став Fw 190, Ju 87 використовувались в усіх великих боях східного фронту аж до закінчення війни.  На початку 1944 року вони брали участь в боях поблизу Корсуня, також в Східній Прусії, Польщі і Угорщині.

#### Ju 87G— винищувач танків
Варіант Ju 87 G (з початку 1943 року, на Східному фронті) став відомий як «мисливець на танки» (нім. Kanonenvogel -Пташка з гарматою). Озброєний двома 37-мм гарматами BK 37, встановленими в гондолах під крилами (живлення здійснювалося з шестизарядних магазинів зі снарядами із вольфрамовимі серцевинами), літак мав можливість польоту з невисокою швидкістю, набував стабільного положення в повітрі і здобував можливість атакувати броньовану ціль з найменш захищеного боку (у верхню кришку радіатора двигуна можна було знищити навіть ІС). Саме «моральна застарілість конструкції» Ju-87 сприяли успіху при атаці танків — фактично, тихохідна «Штука» стала предтечею майбутніх бойових вертольотів.
Саме на Ju 87G літав відомий німецький ас Ганс-Ульріх Рудель, який за даними Люфтваффе знищив з липня 1943 по травень 1945 понад 512 радянських танків[джерело?].

### Інші країни

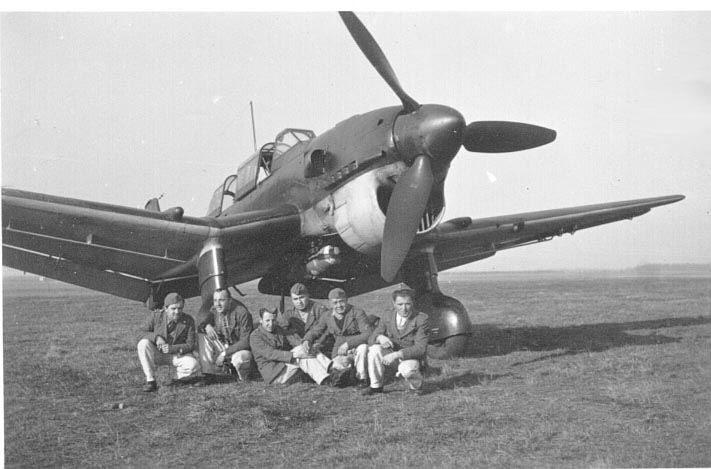
Італійські пілоти перед своїм Ju 87B

В серпні 1940 року Німеччина передала Італії 52 Ju 87B-2 і 50 Ju 87R-2, пізніше було передано ще 46 Ju 87D. Ними було озброєно 5 авіагруп італійських ВПС. Вони брали участь в боях в південній Африці, над Середземним морем, а після переходу на сторону союзників і на території Італії проти німецьких військ.
Угорщина отримала 6 Ju 87A/B в 1940 році, а в 1943 ще 45 Ju 87B і 26 Ju 87D. В боях проти радянських військ використовувались тільки Ju 87D, а старіші моделі використовувались як навчальні.
ВПС Болгарії мали 12 Ju 87B/R, а також 32 Ju 87D. Останні входили в 1-й авіаційний полк, але в боях проти СРСР участі не брали, перші бойові вильоти було здійснено в серпні 1944 року вже проти Німецьких військ.
115 Ju 87D отримали ВПС Румунії. З червня 1943 року 3-тя авіагрупа, оснащена цими літаками, брала участь в боях на території України, а з травня 1944 року до неї приєдналась 6-а авіагрупа. Після переходу на сторону союзників, Ju 87 використовувались проти німецьких військ. 74-та ескадрилья оснащена Ju 87 здійснювала бойові вильоти до самого закінчення війни. 
Словаччина отримала 7 Ju 87H від Німеччини, ще 36 Ju 87D мали будуватись по ліцензії на словацькій фірмі «Мраз», але до початку масштабної партизанської війни, яка перервала виробництво, було виготовлено тільки 5 літаків.
Два Ju 87A було куплено Японією для випробувань.

## Тактико-технічні характеристики

Junkers Ju 87B-2 Stuka

|                        |                        | Ju 87A-1   | Ju 87B-2   | Ju 87R-2   | Ju 87D-1    | Ju 87D-5    | Ju 87D-7   | Ju 87G-2    |
| ---------------------- | ---------------------- | ---------- | ---------- | ---------- | ----------- | ----------- | ---------- | ----------- |
| Довжина                | Довжина                | 10,8 м     | 11,1 м     | 11,1 м     | 11,5 м      | 11,5 м      | 11,5 м     | 11,5 м      |
| Висота                 | Висота                 | 3,89 м     | 4,01 м     | 4,01 м     | 4,23 м      | 4,23 м      | 4,23 м     | 4,23 м      |
| Розмах крил            | Розмах крил            | 13,8 м     | 13,8 м     | 13,8 м     | 13,8 м      | 15 м        | 13,8 м     | 15 м        |
| Площа крил             | Площа крил             | 31,9 м²    | 31,9 м²    | 31,9 м²    | 31,9 м²     | 33,6 м²     | 31,9 м²    | 33,6 м²     |
| Маса                   | пустого                | 2135 кг    | 3125 кг    | 3210 кг    | 3900 кг     | 3900 кг     | 3940 кг    | 3600 кг     |
| Маса                   | спорядженого           | 3402 кг    | 4390 кг    | 5760 кг    | 5850 кг     | -           | -          | 5100 кг     |
| Маса                   | максимальна злітна     | -          | -          | -          | 6600 кг     | 6600 кг     | 6610 кг    | 6950 кг     |
| Двигун                 | Двигун                 | Jumo 210Ca | Jumo 211Da | Jumo 211H  | Jumo 211J-1 | Jumo 211J-1 | Jumo 211P  | Jumo 211J-1 |
| Потужність             | Потужність             | 640 к. с.  | 1200 к. с. | 1210 к. с. | 1400 к. с.  | 1400 к. с.  | 1500 к. с. | 1400 к. с.  |
| Швидкість              | максимальна            | 318 км/год | 326 км/год | 290 км/год | 400 км/год  | 410 км/год  | 400 км/год | 400 км/год  |
| Швидкість              | крейсерська            | -          | -          | -          | 320 км/год  | 320 км/год  | 300 км/год | -           |
| Швидкість              | пікірування            | 550 км/год | 600 км/год | -          | 600 км/год  | -           | 600 км/год | -           |
| Дальність польоту      | Дальність польоту      | 690 км     | 600 км     | 1250 км    | 1530 км     | -           | 1920 км    | 2000 км     |
| Стеля                  | Стеля                  | 7000 м     | 8000 м     | 4600 м     | 7300 м      | 7500 м      | 7500 м     | 7500 м      |
| Час підйому на 3000 м. | Час підйому на 3000 м. | -          | 8,8 хв.    | -          | 14,0 хв.    | 14,0 хв.    | -          | 13,6 хв.    |

## Стояв на озброєнні
- Болгарія
- Хорватія
- Чехословаччина (після війни, захоплені)
- Німеччина
- Угорщина
- Італія
- Японія
- Румунія
- Словаччина (Словацькі повітряні сили)
- Югославія (захоплені)

## Junkers Ju-87 в Україні
В Україні, станом на липень 2016 року, відбуваються завершальні роботи з будівництва повнорозмірного літака-репліки Junkers Ju-87 «Stuka» силами житомирського аероклубу «AVIATIK».

## Виноски
1. 1 2 3  З 500 кг бомбою
2. 1 2 3 4  З 500 кг бомбою і двома 300 л. підвісними паливними баками
3. ↑  Без бомбового навантаження